# Broasca-săritoare
Broasca-săritoare sau superfamilia Cercopoidea sunt insecte, din ordinul Hemiptera subordinul Auchenorrhyncha.

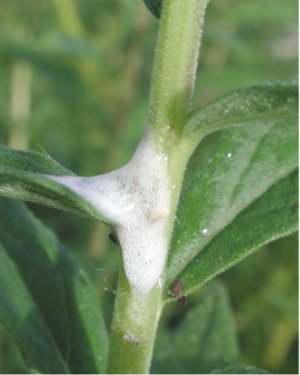
În forma ninfală este încapsulată într-o spumă ce o protejează şi asigură umiditatea.

## Legături externe
Materiale media legate de Broasca-săritoare la Wikimedia Commons